# Виргиния (Волумний)
Виргиния (на латински: Virginia) e римлянка от края на 4 и началото на 3 век пр.н.е.
Произлиза от рода Вергинии. Дъщеря е на патриция Авъл Вергиний, народен трибун 395 пр.н.е.
През 296 пр.н.е. тя се омъжва за плебея Луций Волумний Флама Виолент. Той е homo novus, консул през 307 и 296 пр.н.е. и проконсул в Самниум. През 296 пр.н.е. други патрицийки не допускат Виргиния, заради несъсловната ѝ женитба, в храма и олтара на Pudicitia patricia на Бичи форум. Ядосана тя си прави в къщата един храм и олтар на Плебейската Скромност, Pudicitia plebeia.